# سفارة فرنسا في كرواتيا
سفارة فرنسا في كرواتيا هي أرفع تمثيل دبلوماسي لدولة فرنسا لدى كرواتيا. تقع السفارة في زغرب وهي تهدف لتعزيز المصالح الفرنسية في كرواتيا.

## وصلات خارجية
- الموقع الرسمي
- قائمة سفارات فرنسا
- قائمة السفارات في كرواتيا